# Mswati Ier
Mswati Ier (1460-1520) a été un souverain d'Eswatini. Sous son règne, sa tribu de l'ethnie bantoue, originaire d'une région entre le Natal et le Mozambique, se sépare de celle de son frère Mtonga, pour migrer vers la région de Maputo.